# HDCAM

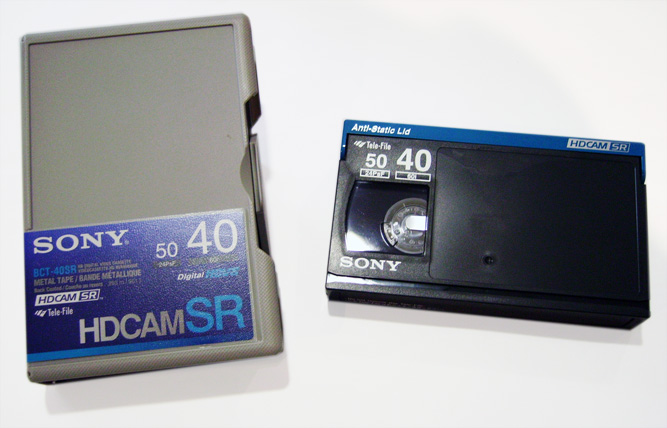
Fita HDCAM SR

HDCAM, lançado em 1997, é uma versão de videocassete de gravação digital de vídeo de alta definição do Betacam digital, usando uma gravação 3:1:1 transformada discreta de cosseno compacta de 8 bits (DCT), em resolução de 1440×1080 compatível com 1080i 1080, e adicionando os modos de quadro segmentado progressivo 24p e 23.976 (PsF) aos modelos posteriores. O codec HDCAM usa pixels retangulares e, como tal, o conteúdo gravado de 1440×1080 é ampliado para 1920×1080 na reprodução. A taxa de bits de vídeo gravada é de 144 Mbit/s. O áudio também é semelhante, com quatro canais de áudio digital AES3 de 20 bits e 48 kHz.
Como o Betacam, as fitas HDCAM são produzidas em tamanhos pequenos e grandes de cassetes; o pequeno cassete usa o mesmo fator de forma que o Betamax original.
O principal concorrente do HDCAM é o formato DVCPRO HD oferecido pela Panasonic. Ele usa um esquema de compactação semelhante e taxas de bits que variam de 40 Mbit/s a 100 Mbit/s, dependendo da taxa de quadros.
O HDCAM é padronizado como SMPTE 367M, também conhecido como SMPTE D-11.